# La Gloria (La Pampa)
La Gloria es una localidad en la provincia de La Pampa, Argentina, dentro del departamento Catriló. Forma parte del municipio de Uriburu.

## Población
Cuenta con 46 habitantes (Indec, 2010), lo que no representa cambio significativo frente a los 43 habitantes (Indec, 2001) del censo anterior.
| Gráfica de evolución demográfica de La Gloria entre 1991 y 2010 |
|                                                                 |
| Fuente: Censos nacionales del INDEC                             |

## Historia
La historia de La Gloria se remonta a la llamada Conquista del Desierto, a mediados del siglo XIX, oportunidad en que una fuerza militar al mando del General Roca, exterminó a los indios que habitaban la zona, llevando a los sobrevivientes derrotados, detenidos a Buenos Aires. Entre estos, se encontraba el cacique Cafulcurá, el cual, antes de los combates, trasladó su familia a Neuquén. 
En cercanías de La Gloria, pasó su niñez, el beato Ceferino Namuncurá, nieto del cacique derrotado, el cual fue llevado desde Neuquén, a vivir a Italia, con los padres Salesianos.
A muchos militares de la Campaña del Desierto, el Estado Nacional les adeudaba sus salarios 
y les pagaron con tierras conquistadas. Según la jerarquía, fue la cantidad de tierras que recibieron. Tiempo después, algunos vendieron esas tierras en Buenos Aires, a precios irrisorios.
Otros, compraron y anexaron más tierras a sus dominios.
Muchas familias tradicionales del país, obtuvieron de esa forma sus grandes extensiones de tierra. Sobre todo, los militares del arma de caballería.
Pasado el tiempo y sin indios en la zona, el Gobierno Nacional, impulsó un movimiento inmigratorio procedente de Europa, hacia el país y La Pampa, fue uno de los destinos. La primera colonia Italiana, fue Ingeniero Luiggi, la primera colonia Alemana, Colonia Barón y los vascos en Macachín.
Con el paso del tiempo, las compañías inglesas se instalan en el país y llegan los ferrocarriles a la llanura pampeana. Los campos de la zona, pasan por distintas manos y en ese tiempo, se funda la Estancia La Gloria, propiedad de Angélica Roma.
La llegada del ferrocarril, instala un ramal que pasa por el medio de la estancia, hacia Buenos Aires o el puerto de Bahía Blanca.
Tiempo después, Doña Angélica Roma, dona una fracción de su campo, para que los peones construyan sus casas, iniciando así, la fundación del pueblo, que llevaría el nombre de la estancia.
Desde La Gloria, se embarcaban en el tren, los animales de la zona, con rumbo a Buenos Aires.
La Gloria, fue uno de los puntos neurálgicos para el envío de cereal y vacas, hacia el puerto de Buenos Aires. En esa época, llegó a vivir mucha gente y el pueblo contaba con una estafeta de correo, comisaría, carnicería, almacén de ramos generales, taller mecánico y de herrería, venta de combustible, etc. Todo lo necesario para satisfacer la demanda de los vecinos y los habitantes de la zona rural.
Las sucesivas crisis económicas del país, provocaron un éxodo masivo de la población hacia ciudades con mayor desarrollo económico. Sumado al cierre del Ferrocarril en la década del 90, en pocos años La Gloria, se transformó en un pueblo abandonado, llegando a estar en la lista de los denominados "pueblos fantasmas" de la argentina. 
Alrededor de la década de 1990, un grupo de vecinos se constituye como "comisión vecinal" y con el acuerdo del Gobierno provincial, inician una campaña para la refundación del pueblo mediante la aplicación de una Ley Nacional, que permite el otorgamiento de tierras fiscales, mediante la operatoria de posesión veinteañal.
La noticia fue muy bien recibida y una gran cantidad de familias tomaron posesión de las tierras e iniciaron la construcción de sus viviendas.
Actualmente, La Gloria dejó de ser un "pueblo fantasma". Todavía quedan, a modo de recuerdo histórico, los corrales y la manga para ganado del ferrocarril, la estación del tren está mantenida por la Comisión y el viejo almacén de ramos generales, con su surtidor de combustible. 
Se construyeron alrededor de 20 casas y el Estado aporta con un destacamento de la Policía de La Pampa y una Escuela Primaria. Por la parte privada, funciona una fábrica embotelladora de agua, una despensa, una ferretería y una carpintería. Igualmente, hay servicios de albañilería, electricidad y un contratista rural.
El recurso natural más importante de la zona, es el agua, la cual es muy dulce y abundante. Otro recurso importante de la zona es la tierra, apta para cultivos como la alfalfa, el girasol y la cría de ganado.
La Cooperativa Popular de Electricidad, provee luz domiciliaria y gas envasado. y como paliativo de transporte hacia la ciudad de Santa Rosa, capital de la provincia de La Pampa, hay varios servicios de colectivos interurbanos.
También funcionan los servicios de televisión satelital, teléfonos celulares e internet inalámbrica.
Del mismo modo en que se pobló en el pasado, con inmigrantes europeos, en la actualidad La Gloria se está poblando con inmigrantes internos, provenientes de ciudades vecinas y de otras provincias como Córdoba, Mendoza y Buenos Aires.
La cercanía con la capital de la provincia, el precio competitivo de las tierras, los servicios públicos y los autos veloces, hacen que La Gloria, sea un atrayente lugar para vivir.